# Andy Duncan (drummer)
Andy Duncan is een Brits drummer en muziekproducent.
Zijn muzikale loopbaan begon als drummer bij David Bowie op de akoestische versie van Space Oddity, dat verscheen als B-kant van diens single Alabama Song. Daarna volgde een soloalbum van Phil Lynott (Solo in Soho), maar hij schoof door naar Hazel O'Connor (album Breaking Glass). Daarna maakte hij deel uit van het bandje Linx. Hij zat even op de drumstoel bij Boomtown Rats, John Martyn en The The. Alles nog redelijk in de anonimiteit. Dat verandert als hij gaat spelen bij Wham! (single Club Tropicana van het album Fantastic). Hij kon vervolgens aan het werk bij Toyah (Love is the law) en Tony Banks (album The fugitive). Daarna zijn het Kim Wilde en Frankie Goes to Hollywood (album Liverpool die van zijn diensten gebruikmaken. Ook de Moody Blues (met Keys of the Kingdom) zetten hem aan het werk. De rij artiesten die van zijn drumwerk gebruikmaken, dijde maar uit: Pet Shop Boys (album Bilingual, Seal (album Seal (1994)), New Order (album Republic), Simple Minds, Marc Almond, Nick Heyward, Robert Palmer, Take That en dus ook Robbie Williams, Kylie Minogue Celine Dion en Andrea Bocelli.
De laatste jaren (21e eeuw) houdt Duncan zich ook bezig met personal coaching, onder meer met beoefenaars van de golfsport.